# Ken’ichi Fukui
Ken’ichi Fukui (jap. 福井謙一 Fukui Ken’ichi; ur. 4 października 1918 w Narze, zm. 9 stycznia 1998 w Kioto) – japoński chemik, laureat Nagrody Nobla w dziedzinie chemii w roku 1981, wspólnie z Roaldem Hoffmannem, za niezależnie wykonane teoretyczne badania reaktywności związków chemicznych współtwórca teorii orbitali frontalnych (granicznych).

## Życiorys
W 1941 ukończył chemię na Cesarskim Uniwersytecie w Kioto, po czym zajął się badaniami paliw syntetycznych w Wojskowym Laboratorium Paliwowym. W roku 1943 wrócił na macierzystą uczelnię, gdzie został wykładowcą na Wydziale Chemii Paliw. W latach 1951–1982 był profesorem chemii fizycznej na Uniwersytecie Kiotyjskim. W latach 1982–1988 był prezesem Instytutu Technicznego w Kioto. 
Zaczynając pracę eksperymentalną, Fukui stworzył grupę teoretyków, z którymi kontynuował badania w dziedzinie chemii organicznej. Wyniki były publikowane głównie w czasopismach japońskich. W roku 1952 odniósł sukces, odkrywając związek pomiędzy aktywnością chemiczną węglowodorów aromatycznych i ich gęstością elektronową. Starał się też sformułować dokładną drogę reakcji chemicznych. W  pierwszej publikacji dotyczącej tej problematyki (1970) w prosty sposób wyjaśnił znaczenie geometrycznego kształtu reagujących cząsteczek. Równocześnie wykazał istotną rolę orbitali frontalnych w reakcjach.
Za swoją pracę dotyczącą roli orbitali frontalnych w reakcjach chemicznych, otrzymał Nagrodę Nobla, pierwszą wręczoną Japończykowi. W szczególności chodziło o kwestię dzielenia luźno powiązanych elektronów zajmujących cząsteczkowe orbitale frontalne nazwane akronimami HOMO i LUMO, oznaczającymi: 
- HOMO  – najwyższy zajęty orbital cząsteczkowy (od ang. highest occupied molecular orbital)
- LUMO  – najniższy niezajęty orbital cząsteczkowy (od ang. lowest unoccupied molecular orbital).

Niezależnie od Fukai, który publikował swoje prace w języku japońskim, tego samego odkrycia dokonali dwaj uczeni amerykańscy, Roald Hoffmann (Uniwersytet Cornella) i Robert Woodward (Uniwersytet Harvarda, laureat Nagrody Nobla z roku 1965, który zmarł przed przyznaniem jej za teorię orbitali frontalnych).
Ken’ichi Fukui został członkiem:
- 1983 – Amerykańska Akademia Sztuk i Nauk (członek zagraniczny)
- 1981 – Europejska Akademia Nauk i Sztuk Pięknych
- 1970 – International Academy of Quantum Molecular Science
- 1983 – The Japan Academy
- 1981 – National Academy of Sciences (członek zagraniczny)
- 1970 – National Science Foundation (członek zagraniczny)
- 1985 – Pontifical Academy of Sciences
- 1989 – Royal Institution (członek zagraniczny)
- 1989 – Royal Society (członek zagraniczny).

W latach 1983–1984 pełnił funkcję prezesa Japońskiego Towarzystwa Chemicznego.